# Aphélium

A pályának a Naphoz legközelebb, illetve legtávolabb eső pontját nevezzük perihéliumnak és aphéliumnak. A perihélium távolságát a Naptól perihéliumtávolságnak, az aphélium távolságát aphéliumtávolságnak nevezzük

Az aphélium (néha helytelen átírással afélium, mivel az ap(o)+hélium összetételéről van szó, ez csak egy véletlen hangtalálkozás, nem betűkapcsolat, így f-fel ejteni hibás) vagy naptávolpont egy heliocentrikus pályán keringő égitest pályájának azt a pontját jelenti, amely a Naptól a legtávolabb esik. Ez a keringési pálya egyik apszispontja. Ellentéte (a pálya Naphoz legközelebbi pontja) a perihélium. Az aphéliumtávolság és a perihéliumtávolság különbsége annál nagyobb, minél nagyobb a pálya excentricitása; ennek megfelelően az üstökösökre általában jellemző a nagy különbség. Az aphéliumban a legkisebb az égitest pályasebessége.

## A Föld aphéliuma
A Föld napközelpontja 147,1 millió km-re, naptávolpontja 152,1 millió km-re található a Naptól.
Különbséget kell tennünk a Föld-Hold rendszer közös tömegközéppontja, illetve a Föld középpontja Naptól legtávolabbi pozíciója között. Ez utóbbi a Föld-Hold Kepleri pályája július 5-i aphéliumától ±2 nappal térhet el, egyrészt a Hold pillanatnyi helyzete, másrészt a szökőévi nap eltolódás miatt.
| Év   | Dátum     |
| ---- | --------- |
| 2011 | július 4. |
| 2012 | július 5. |
| 2013 | július 5. |
| 2014 | július 4. |
| 2015 | július 6. |
| 2016 | július 4. |
| 2017 | július 3. |
| 2018 | július 6. |
| 2019 | július 4. |
| 2020 | július 4. |
| 2021 | július 5. |
| 2022 | július 4. |
| 2023 | július 6. |
| 2024 | július 5. |
| 2025 | július 3. |
| 2026 | július 6. |
| 2027 | július 5. |
| 2028 | július 3. |
| 2029 | július 6. |
| 2030 | július 4. |